# Landriano
Landriano ist eine norditalienische Gemeinde (comune) mit 6521 Einwohnern (Stand 31. Dezember 2023) in der Provinz Pavia in der Lombardei. Die Gemeinde liegt etwa 15,5 Kilometer nordöstlich von Pavia und etwa 18,5 Kilometer südsüdöstlich von Mailand. Landriano grenzt unmittelbar an die Metropolitanstadt Mailand.

## Geschichte
Der Ortsteil Pairana besteht seit dem 9. Jahrhundert (urkundliche Erwähnung 856). Landriano wird als Ort erstmals im 11. Jahrhundert erwähnt. In der zweiten Hälfte des 19. Jahrhunderts wurde aus beiden Ortschaften die Gemeinde Landriano.
1529 fand bei Landriano die nach dem Ort benannte Schlacht zwischen Frankreich und Spanien im Rahmen des Kriegs der Liga von Cognac statt.

## Verkehr
Durch die Gemeinde führt die frühere Strada Statale 412 della Val Tidone (heute eine Provinzstraße).